# Harold Dimke
Harold Dimke (n. 21 noiembrie 1949, Berlin, RDG) este un canotor ce a reprezentat Republica Democrată Germană, medaliat olimpic. A participat la o ediție a Jocurilor Olimpice (1972) în care a câștigat o medalie de bronz.

## Participări
Lista de mai jos prezintă principalele competiții la care a participat Harold Dimke de-a lungul carierei.
- rowing at the 1972 Summer Olympics – men's eight[*][4]